# Gran Premi Ciclista de Montreal 2023
El Gran Premi Ciclista de Montreal 2023 fou l'onzena edició del Gran Premi Ciclista de Montreal. La cursa es disputà el 10 de setembre de 2023 sobre un recorregut de 221,4 km. Formava part de l'UCI World Tour 2023.
El vencedor fou el britànic Adam Yates (UAE Team Emirates), que s'imposà en solitari en l'arribada. Pavel Sivakov (Ineos Grenadiers), i Alex Aranburu (Movistar Team) completaren el podi.

## Participants
En aquesta edició hi van prendre part 23 equips: els 18 equips World Tour, quatre UCI ProTeams i una selecció nacional.
| WorldTeams (18)- AG2R Citroën Team - Astana Qazaqstan Team - Bahrain Victorious - Bora-Hansgrohe - Cofidis - EF Education-EasyPost - Groupama-FDJ - Ineos Grenadiers - Intermarché-Wanty-Gobert Matériaux - Israel-Premier Tech - Jumbo-Visma - Lotto-Soudal - Movistar Team - Quick-Step Alpha Vinyl - BikeExchange-Jayco - Team DSM - Trek-Segafredo - UAE Team Emirates ProTeams (2)- Arkéa-Samsic - TotalEnergies Equip nacional- Canadà |
| |

## Classificació final
| \| Classificació general \| Classificació general \| Classificació general \| Classificació general \| Classificació general \| \| Corredor \| Corredor \| Equip \| Temps \| \| \| --------------------- \| ----------------------- \| ------------------------ \| --------------------- \| --------------------- \| \| 1r \| Adam Yates \| UAE Team Emirates \| 5h 54' 02" \| \| \| 2n \| Pàvel Sivakov \| Ineos Grenadiers \| + 3" \| \| \| 3r \| Alexander Aranburu Deba \| Movistar Team \| + 12" \| \| \| 4t \| Valentin Madouas \| Groupama-FDJ \| + 12" \| \| \| 5è \| Simone Velasco \| Astana Qazaqstan Team \| + 12" \| \| \| 6è \| Simon Yates \| Team Jayco AlUla \| + 12" \| \| \| 7è \| Ben O'Connor \| AG2R Citroën Team \| + 17" \| \| \| 8è \| Ion Izagirre Insausti \| Cofidis \| + 24" \| \| \| 9è \| Mattias Skjelmose \| Lidl-Trek \| + 29" \| \| \| 10è \| Marc Hirschi \| UAE Team Emirates \| + 29" \| \| \| 11è \| Tiesj Benoot \| Jumbo-Visma \| + 33" \| \| \| 12è \| Julian Alaphilippe \| Soudal Quick-Step \| + 38" \| \| \| 13è \| Brandon McNulty \| UAE Team Emirates \| + 55" \| \| \| 14è \| Guillaume Martin \| Cofidis \| + 55" \| \| \| 15è \| Michael Woods \| Israel-Premier Tech \| + 55" \| \| \| 16è \| Giovanni Aleotti \| Bora-Hansgrohe \| + 58" \| \| \| 17è \| Lorenzo Rota \| Intermarché-Circus-Wanty \| + 1' 23" \| \| \| 18è \| Matej Mohorič \| Bahrain Victorious \| + 1' 23" \| \| \| 19è \| Quentin Pacher \| Groupama-FDJ \| + 1' 23" \| \| \| 20è \| Kevin Vermaerke \| Team DSM-Firmenich \| + 1' 23" \| \| |                         |                          |            |
| |                         |                          |            |
| Font: ProCyclingStats |                         |                          |            |
| Classificació general |                         |                          |            |
| Corredor | Corredor                | Equip                    | Temps      |
| 1r | Adam Yates              | UAE Team Emirates        | 5h 54' 02" |
| 2n | Pàvel Sivakov           | Ineos Grenadiers         | + 3"       |
| 3r | Alexander Aranburu Deba | Movistar Team            | + 12"      |
| 4t | Valentin Madouas        | Groupama-FDJ             | + 12"      |
| 5è | Simone Velasco          | Astana Qazaqstan Team    | + 12"      |
| 6è | Simon Yates             | Team Jayco AlUla         | + 12"      |
| 7è | Ben O'Connor            | AG2R Citroën Team        | + 17"      |
| 8è | Ion Izagirre Insausti   | Cofidis                  | + 24"      |
| 9è | Mattias Skjelmose       | Lidl-Trek                | + 29"      |
| 10è | Marc Hirschi            | UAE Team Emirates        | + 29"      |
| 11è | Tiesj Benoot            | Jumbo-Visma              | + 33"      |
| 12è | Julian Alaphilippe      | Soudal Quick-Step        | + 38"      |
| 13è | Brandon McNulty         | UAE Team Emirates        | + 55"      |
| 14è | Guillaume Martin        | Cofidis                  | + 55"      |
| 15è | Michael Woods           | Israel-Premier Tech      | + 55"      |
| 16è | Giovanni Aleotti        | Bora-Hansgrohe           | + 58"      |
| 17è | Lorenzo Rota            | Intermarché-Circus-Wanty | + 1' 23"   |
| 18è | Matej Mohorič           | Bahrain Victorious       | + 1' 23"   |
| 19è | Quentin Pacher          | Groupama-FDJ             | + 1' 23"   |
| 20è | Kevin Vermaerke         | Team DSM-Firmenich       | + 1' 23"   |

## Llista de participants
| UAE Team Emirates UAD | UAE Team Emirates UAD     | UAE Team Emirates UAD |
| --------------------- | ------------------------- | --------------------- |
| Núm                   | Ciclista                  | Pos                   |
| 1                     | Adam Yates (GBR)          | 1r                    |
| 2                     | Marc Hirschi (SUI) (ruta) | 10è                   |
| 3                     | Rafał Majka (POL)         | 40è                   |
| 4                     | Brandon McNulty (USA)     | 13è                   |
| 5                     | Ivo Oliveira (POR) (ruta) | DNF                   |
| 6                     | Diego Ulissi (ITA)        | DNF                   |
| 7                     | Tim Wellens (BEL)         | DNF                   |

| AG2R Citroën Team ACT | AG2R Citroën Team ACT        | AG2R Citroën Team ACT |
| --------------------- | ---------------------------- | --------------------- |
| Núm                   | Ciclista                     | Pos                   |
| 11                    | Benoît Cosnefroy (FRA)       | 27è                   |
| 12                    | Stan Dewulf (BEL)            | DNF                   |
| 13                    | Ben O'Connor (AUS)           | 7è                    |
| 14                    | Aurélien Paret-Peintre (FRA) | 59è                   |
| 15                    | Alan Retailleau (FRA)        | DNF                   |
| 16                    | Michael Schär (SUI)          | DNF                   |
| 17                    | Greg Van Avermaet (BEL)      | 60è                   |

| Jumbo-Visma TJV | Jumbo-Visma TJV          | Jumbo-Visma TJV |
| --------------- | ------------------------ | --------------- |
| Núm             | Ciclista                 | Pos             |
| 21              | Christophe Laporte (FRA) | 28è             |
| 22              | Tiesj Benoot (BEL)       | 11è             |
| 23              | Sam Oomen (NED)          | 39è             |
| 25              | Tosh Van der Sande (BEL) | DNF             |
| 26              | Tim Van Dijke (NED)      | DNF             |
| 27              | Mick van Dijke (NED)     | 53è             |

| Ineos Grenadiers IGD | Ineos Grenadiers IGD         | Ineos Grenadiers IGD |
| -------------------- | ---------------------------- | -------------------- |
| Núm                  | Ciclista                     | Pos                  |
| 31                   | Michał Kwiatkowski (POL)     | DNF                  |
| 32                   | Ethan Hayter (GBR)           | DNF                  |
| 33                   | Lucas Plapp (AUS) (ruta)     | DNF                  |
| 34                   | Salvatore Puccio (ITA)       | DNF                  |
| 35                   | Daniel Martínez Poveda (COL) | DNF                  |
| 36                   | Pàvel Sivakov (FRA)          | 2n                   |
| 37                   | Ben Swift (GBR)              | 57è                  |

| Lidl-Trek LTK | Lidl-Trek LTK                  | Lidl-Trek LTK |
| ------------- | ------------------------------ | ------------- |
| Núm           | Ciclista                       | Pos           |
| 41            | Mattias Skjelmose (DEN) (ruta) | 9è            |
| 42            | Filippo Baroncini (ITA)        | DNF           |
| 43            | Tony Gallopin (FRA)            | DNF           |
| 44            | Emīls Liepiņš (LAT) (ruta)     | DNF           |
| 45            | Asbjørn Hellemose (DEN)        | 47è           |
| 46            | Toms Skujiņš (LAT)             | 35è           |
| 47            | Mathias Vacek (CZE) (ruta)     | DNF           |

| Soudal Quick-Step SOQ | Soudal Quick-Step SOQ    | Soudal Quick-Step SOQ |
| --------------------- | ------------------------ | --------------------- |
| Núm                   | Ciclista                 | Pos                   |
| 51                    | Julian Alaphilippe (FRA) | 12è                   |
| 52                    | Jannik Steimle (GER)     | DNF                   |
| 53                    | Dries Devenyns (BEL)     | DNF                   |
| 54                    | Fausto Masnada (ITA)     | 23è                   |
| 55                    | Mauro Schmid (SUI)       | DNF                   |
| 56                    | Ilan Van Wilder (BEL)    | DNF                   |
| 57                    | Mauri Vansevenant (BEL)  | 22è                   |

| Bahrain Victorious TBV | Bahrain Victorious TBV              | Bahrain Victorious TBV |
| ---------------------- | ----------------------------------- | ---------------------- |
| Núm                    | Ciclista                            | Pos                    |
| 61                     | Matej Mohorič (SLO)                 | 18è                    |
| 62                     | Jack Haig (AUS)                     | DNF                    |
| 63                     | Peio Bilbao López de Armentia (ESP) | 29è                    |
| 64                     | Nicolò Buratti (ITA)                | DNF                    |
| 65                     | Filip Maciejuk (POL)                | DNF                    |
| 66                     | Fran Miholjević (CRO)               | DNF                    |
| 67                     | Edoardo Zambanini (ITA)             | DNF                    |

| Groupama-FDJ GFC | Groupama-FDJ GFC              | Groupama-FDJ GFC |
| ---------------- | ----------------------------- | ---------------- |
| Núm              | Ciclista                      | Pos              |
| 71               | Valentin Madouas (FRA) (ruta) | 4t               |
| 72               | Kevin Geniets (LUX)           | 56è              |
| 73               | Mathieu Ladagnous (FRA)       | DNF              |
| 74               | Reuben Thompson (NZL)         | 50è              |
| 75               | Quentin Pacher (FRA)          | 19è              |
| 76               | Jake Stewart (GBR)            | DNF              |
| 77               | Lars van den Berg (NED)       | DNF              |

| Alpecin-Deceuninck ADC | Alpecin-Deceuninck ADC  | Alpecin-Deceuninck ADC |
| ---------------------- | ----------------------- | ---------------------- |
| Núm                    | Ciclista                | Pos                    |
| 81                     | Quinten Hermans (BEL)   | DNF                    |
| 82                     | Nicola Conci (ITA)      | 32è                    |
| 83                     | Michael Gogl (AUT)      | DNF                    |
| 84                     | Xandro Meurisse (BEL)   | DNF                    |
| 85                     | Stefano Oldani (ITA)    | 38è                    |
| 86                     | Oscar Riesebeek (NED)   | DNF                    |
| 87                     | Kristian Sbaragli (ITA) | 36è                    |

| Bora-Hansgrohe BOH | Bora-Hansgrohe BOH     | Bora-Hansgrohe BOH |
| ------------------ | ---------------------- | ------------------ |
| Núm                | Ciclista               | Pos                |
| 91                 | Jai Hindley (AUS)      | 30è                |
| 92                 | Giovanni Aleotti (ITA) | 16è                |
| 93                 | Cesare Benedetti (POL) | DNF                |
| 94                 | Matteo Fabbro (ITA)    | DNF                |
| 95                 | Patrick Gamper (AUT)   | DNF                |
| 96                 | Bob Jungels (LUX)      | DNF                |
| 97                 | Frederik Wandahl (DEN) | 48è                |

| EF Education-EasyPost EFE | EF Education-EasyPost EFE         | EF Education-EasyPost EFE |
| ------------------------- | --------------------------------- | ------------------------- |
| Núm                       | Ciclista                          | Pos                       |
| 101                       | Alberto Bettiol (ITA)             | DNF                       |
| 102                       | Esteban Chaves Rubio (COL) (ruta) | DNF                       |
| 103                       | Magnus Cort Nielsen (DEN)         | DNF                       |
| 104                       | Ben Healy (IRL) (ruta)            | 25è                       |
| 105                       | Mikkel Frølich Honoré (DEN)       | DNF                       |
| 106                       | Neilson Powless (USA)             | 33è                       |
| 107                       | Owain Doull (GBR)                 | DNF                       |

| Cofidis COF | Cofidis COF                 | Cofidis COF |
| ----------- | --------------------------- | ----------- |
| Núm         | Ciclista                    | Pos         |
| 111         | Guillaume Martin (FRA)      | 14è         |
| 112         | Eddy Finé (FRA)             | DNF         |
| 113         | Ion Izagirre Insausti (ESP) | 8è          |
| 114         | Victor Lafay (FRA)          | DNF         |
| 115         | Pierre-Luc Périchon (FRA)   | DNF         |
| 116         | Harrison Wood (GBR)         | DNF         |
| 117         | Axel Zingle (FRA)           | 42è         |

| Team Jayco AlUla JAY | Team Jayco AlUla JAY          | Team Jayco AlUla JAY |
| -------------------- | ----------------------------- | -------------------- |
| Núm                  | Ciclista                      | Pos                  |
| 121                  | Michael Matthews (AUS)        | 26è                  |
| 122                  | Alexandre Balmer (SUI)        | DNF                  |
| 123                  | Lawson Craddock (USA)         | DNF                  |
| 124                  | Lucas Hamilton (AUS)          | DNF                  |
| 125                  | Chris Harper (AUS)            | DNF                  |
| 126                  | Christopher Juul-Jensen (DEN) | DNF                  |
| 127                  | Simon Yates (GBR)             | 6è                   |

| Movistar Team MOV | Movistar Team MOV             | Movistar Team MOV |
| ----------------- | ----------------------------- | ----------------- |
| Núm               | Ciclista                      | Pos               |
| 131               | Matteo Jorgenson (USA)        | 24è               |
| 132               | Alexander Aranburu Deba (ESP) | 3r                |
| 133               | William Barta (USA)           | DNF               |
| 134               | Gorka Izagirre Insausti (ESP) | DNF               |
| 135               | Johan Jacobs (SUI)            | DNF               |
| 136               | Iván Romeo Abad (ESP)         | DNF               |
| 137               | José Joaquín Rojas Gil (ESP)  | 51è               |

| Intermarché-Circus-Wanty ICW | Intermarché-Circus-Wanty ICW | Intermarché-Circus-Wanty ICW |
| ---------------------------- | ---------------------------- | ---------------------------- |
| Núm                          | Ciclista                     | Pos                          |
| 141                          | Biniam Girmay (ERI)          | DNF                          |
| 142                          | Dries De Pooter (BEL)        | 44è                          |
| 143                          | Tom Paquot (BEL)             | DNF                          |
| 144                          | Lorenzo Rota (ITA)           | 17è                          |
| 145                          | Dion Smith (NZL)             | 55è                          |
| 146                          | Mike Teunissen (NED)         | 54è                          |
| 147                          | Loïc Vliegen (BEL)           | DNF                          |

| Team DSM-Firmenich DSM | Team DSM-Firmenich DSM        | Team DSM-Firmenich DSM |
| ---------------------- | ----------------------------- | ---------------------- |
| Núm                    | Ciclista                      | Pos                    |
| 151                    | Matthew Dinham (AUS)          | 37è                    |
| 152                    | Marco Brenner (GER)           | DNF                    |
| 153                    | Andreas Leknessund (NOR)      | DNF                    |
| 154                    | Marius Mayrhofer (GER)        | DNF                    |
| 155                    | Florian Stork (GER)           | 46è                    |
| 156                    | Jonas Iversby Hvideberg (NOR) | DNF                    |
| 157                    | Kevin Vermaerke (USA)         | 20è                    |

| Arkéa-Samsic ARK | Arkéa-Samsic ARK          | Arkéa-Samsic ARK |
| ---------------- | ------------------------- | ---------------- |
| Núm              | Ciclista                  | Pos              |
| 161              | Warren Barguil (FRA)      | 21è              |
| 162              | Laurent Pichon (FRA)      | 52è              |
| 163              | Clément Champoussin (FRA) | 31è              |
| 164              | Anthony Delaplace (FRA)   | 58è              |
| 165              | Thibault Guernalec (FRA)  | DNF              |
| 166              | Simon Guglielmi (FRA)     | DNF              |
| 167              | Matis Louvel (FRA)        | DNF              |

| Astana Qazaqstan Team AST | Astana Qazaqstan Team AST   | Astana Qazaqstan Team AST |
| ------------------------- | --------------------------- | ------------------------- |
| Núm                       | Ciclista                    | Pos                       |
| 171                       | Simone Velasco (ITA) (ruta) | 5è                        |
| 172                       | Leonardo Basso (ITA)        | DNF                       |
| 173                       | Manuele Boaro (ITA)         | DNF                       |
| 174                       | Gianmarco Garofoli (ITA)    | 43è                       |
| 175                       | Antonio Nibali (ITA)        | DNF                       |
| 177                       | Martin Laas (EST)           | DNF                       |

| Lotto Dstny LTD | Lotto Dstny LTD          | Lotto Dstny LTD |
| --------------- | ------------------------ | --------------- |
| Núm             | Ciclista                 | Pos             |
| 181             | Arnaud De Lie (BEL)      | 34è             |
| 182             | Pascal Eenkhoorn (NED)   | DNF             |
| 183             | Arjen Livyns (BEL)       | DNF             |
| 184             | Mathijs Paasschens (NED) | DNF             |
| 185             | Harry Sweeny (AUS)       | DNF             |
| 186             | Maxim Van Gils (BEL)     | DNF             |
| 187             | Florian Vermeersch (BEL) | DNF             |

| Israel-Premier Tech IPT | Israel-Premier Tech IPT | Israel-Premier Tech IPT |
| ----------------------- | ----------------------- | ----------------------- |
| Núm                     | Ciclista                | Pos                     |
| 191                     | Hugo Houle (CAN)        | DNF                     |
| 192                     | Guillaume Boivin (CAN)  | DNF                     |
| 193                     | Derek Gee (CAN)         | 47è                     |
| 194                     | Simon Clarke (AUS)      | DNF                     |
| 195                     | Daryl Impey (RSA)       | DNF                     |
| 196                     | Corbin Strong (NZL)     | DNF                     |
| 197                     | Michael Woods (CAN)     | 15è                     |

| Tudor Pro Cycling Team TUD | Tudor Pro Cycling Team TUD  | Tudor Pro Cycling Team TUD |
| -------------------------- | --------------------------- | -------------------------- |
| Núm                        | Ciclista                    | Pos                        |
| 201                        | Alexander Kamp (DEN)        | 41è                        |
| 202                        | Nils Brun (SUI)             | DNF                        |
| 203                        | Jacob Eriksson (SWE)        | DNF                        |
| 204                        | Lucas Eriksson (SWE) (ruta) | DNF                        |
| 205                        | Arthur Kluckers (LUX)       | DNF                        |
| 206                        | Yannis Voisard (SUI)        | 45è                        |
| 207                        | Luc Wirtgen (LUX)           | DNF                        |

| Team Novo Nordisk TNN | Team Novo Nordisk TNN   | Team Novo Nordisk TNN |
| --------------------- | ----------------------- | --------------------- |
| Núm                   | Ciclista                | Pos                   |
| 211                   | Matyáš Kopecký (CZE)    | DNF                   |
| 212                   | Sam Brand (GBR)         | DNF                   |
| 213                   | Hamish Beadle (NZL)     | DNF                   |
| 214                   | Péter Kusztor (HUN)     | DNF                   |
| 215                   | David Lozano Riba (ESP) | DNF                   |
| 216                   | Andrea Peron (ITA)      | DNF                   |
| 217                   | Filippo Ridolfo (ITA)   | DNF                   |

| Canadà CAN | Canadà CAN      | Canadà CAN |
| ---------- | --------------- | ---------- |
| Núm        | Ciclista        | Pos        |
| 221        | Pier-André Côté | DNF        |
| 222        | Quentin Cowan   | DNF        |
| 223        | Matisse Julien  | DNF        |
| 224        | Nicolas Rivard  | DNF        |
| 225        | Félix Hamel     | DNF        |
| 226        | Robin Plamondon | DNF        |
| 227        | Benjamin Perry  | DNF        |

| UAE Team Emirates UAD | UAE Team Emirates UAD     | UAE Team Emirates UAD |
| --------------------- | ------------------------- | --------------------- |
| Núm                   | Ciclista                  | Pos                   |
| 1                     | Adam Yates (GBR)          | 1r                    |
| 2                     | Marc Hirschi (SUI) (ruta) | 10è                   |
| 3                     | Rafał Majka (POL)         | 40è                   |
| 4                     | Brandon McNulty (USA)     | 13è                   |
| 5                     | Ivo Oliveira (POR) (ruta) | DNF                   |
| 6                     | Diego Ulissi (ITA)        | DNF                   |
| 7                     | Tim Wellens (BEL)         | DNF                   |

| AG2R Citroën Team ACT | AG2R Citroën Team ACT        | AG2R Citroën Team ACT |
| --------------------- | ---------------------------- | --------------------- |
| Núm                   | Ciclista                     | Pos                   |
| 11                    | Benoît Cosnefroy (FRA)       | 27è                   |
| 12                    | Stan Dewulf (BEL)            | DNF                   |
| 13                    | Ben O'Connor (AUS)           | 7è                    |
| 14                    | Aurélien Paret-Peintre (FRA) | 59è                   |
| 15                    | Alan Retailleau (FRA)        | DNF                   |
| 16                    | Michael Schär (SUI)          | DNF                   |
| 17                    | Greg Van Avermaet (BEL)      | 60è                   |

| Jumbo-Visma TJV | Jumbo-Visma TJV          | Jumbo-Visma TJV |
| --------------- | ------------------------ | --------------- |
| Núm             | Ciclista                 | Pos             |
| 21              | Christophe Laporte (FRA) | 28è             |
| 22              | Tiesj Benoot (BEL)       | 11è             |
| 23              | Sam Oomen (NED)          | 39è             |
| 25              | Tosh Van der Sande (BEL) | DNF             |
| 26              | Tim Van Dijke (NED)      | DNF             |
| 27              | Mick van Dijke (NED)     | 53è             |

| Ineos Grenadiers IGD | Ineos Grenadiers IGD         | Ineos Grenadiers IGD |
| -------------------- | ---------------------------- | -------------------- |
| Núm                  | Ciclista                     | Pos                  |
| 31                   | Michał Kwiatkowski (POL)     | DNF                  |
| 32                   | Ethan Hayter (GBR)           | DNF                  |
| 33                   | Lucas Plapp (AUS) (ruta)     | DNF                  |
| 34                   | Salvatore Puccio (ITA)       | DNF                  |
| 35                   | Daniel Martínez Poveda (COL) | DNF                  |
| 36                   | Pàvel Sivakov (FRA)          | 2n                   |
| 37                   | Ben Swift (GBR)              | 57è                  |

| Lidl-Trek LTK | Lidl-Trek LTK                  | Lidl-Trek LTK |
| ------------- | ------------------------------ | ------------- |
| Núm           | Ciclista                       | Pos           |
| 41            | Mattias Skjelmose (DEN) (ruta) | 9è            |
| 42            | Filippo Baroncini (ITA)        | DNF           |
| 43            | Tony Gallopin (FRA)            | DNF           |
| 44            | Emīls Liepiņš (LAT) (ruta)     | DNF           |
| 45            | Asbjørn Hellemose (DEN)        | 47è           |
| 46            | Toms Skujiņš (LAT)             | 35è           |
| 47            | Mathias Vacek (CZE) (ruta)     | DNF           |

| Soudal Quick-Step SOQ | Soudal Quick-Step SOQ    | Soudal Quick-Step SOQ |
| --------------------- | ------------------------ | --------------------- |
| Núm                   | Ciclista                 | Pos                   |
| 51                    | Julian Alaphilippe (FRA) | 12è                   |
| 52                    | Jannik Steimle (GER)     | DNF                   |
| 53                    | Dries Devenyns (BEL)     | DNF                   |
| 54                    | Fausto Masnada (ITA)     | 23è                   |
| 55                    | Mauro Schmid (SUI)       | DNF                   |
| 56                    | Ilan Van Wilder (BEL)    | DNF                   |
| 57                    | Mauri Vansevenant (BEL)  | 22è                   |

| Bahrain Victorious TBV | Bahrain Victorious TBV              | Bahrain Victorious TBV |
| ---------------------- | ----------------------------------- | ---------------------- |
| Núm                    | Ciclista                            | Pos                    |
| 61                     | Matej Mohorič (SLO)                 | 18è                    |
| 62                     | Jack Haig (AUS)                     | DNF                    |
| 63                     | Peio Bilbao López de Armentia (ESP) | 29è                    |
| 64                     | Nicolò Buratti (ITA)                | DNF                    |
| 65                     | Filip Maciejuk (POL)                | DNF                    |
| 66                     | Fran Miholjević (CRO)               | DNF                    |
| 67                     | Edoardo Zambanini (ITA)             | DNF                    |

| Groupama-FDJ GFC | Groupama-FDJ GFC              | Groupama-FDJ GFC |
| ---------------- | ----------------------------- | ---------------- |
| Núm              | Ciclista                      | Pos              |
| 71               | Valentin Madouas (FRA) (ruta) | 4t               |
| 72               | Kevin Geniets (LUX)           | 56è              |
| 73               | Mathieu Ladagnous (FRA)       | DNF              |
| 74               | Reuben Thompson (NZL)         | 50è              |
| 75               | Quentin Pacher (FRA)          | 19è              |
| 76               | Jake Stewart (GBR)            | DNF              |
| 77               | Lars van den Berg (NED)       | DNF              |

| Alpecin-Deceuninck ADC | Alpecin-Deceuninck ADC  | Alpecin-Deceuninck ADC |
| ---------------------- | ----------------------- | ---------------------- |
| Núm                    | Ciclista                | Pos                    |
| 81                     | Quinten Hermans (BEL)   | DNF                    |
| 82                     | Nicola Conci (ITA)      | 32è                    |
| 83                     | Michael Gogl (AUT)      | DNF                    |
| 84                     | Xandro Meurisse (BEL)   | DNF                    |
| 85                     | Stefano Oldani (ITA)    | 38è                    |
| 86                     | Oscar Riesebeek (NED)   | DNF                    |
| 87                     | Kristian Sbaragli (ITA) | 36è                    |

| Bora-Hansgrohe BOH | Bora-Hansgrohe BOH     | Bora-Hansgrohe BOH |
| ------------------ | ---------------------- | ------------------ |
| Núm                | Ciclista               | Pos                |
| 91                 | Jai Hindley (AUS)      | 30è                |
| 92                 | Giovanni Aleotti (ITA) | 16è                |
| 93                 | Cesare Benedetti (POL) | DNF                |
| 94                 | Matteo Fabbro (ITA)    | DNF                |
| 95                 | Patrick Gamper (AUT)   | DNF                |
| 96                 | Bob Jungels (LUX)      | DNF                |
| 97                 | Frederik Wandahl (DEN) | 48è                |

| EF Education-EasyPost EFE | EF Education-EasyPost EFE         | EF Education-EasyPost EFE |
| ------------------------- | --------------------------------- | ------------------------- |
| Núm                       | Ciclista                          | Pos                       |
| 101                       | Alberto Bettiol (ITA)             | DNF                       |
| 102                       | Esteban Chaves Rubio (COL) (ruta) | DNF                       |
| 103                       | Magnus Cort Nielsen (DEN)         | DNF                       |
| 104                       | Ben Healy (IRL) (ruta)            | 25è                       |
| 105                       | Mikkel Frølich Honoré (DEN)       | DNF                       |
| 106                       | Neilson Powless (USA)             | 33è                       |
| 107                       | Owain Doull (GBR)                 | DNF                       |

| Cofidis COF | Cofidis COF                 | Cofidis COF |
| ----------- | --------------------------- | ----------- |
| Núm         | Ciclista                    | Pos         |
| 111         | Guillaume Martin (FRA)      | 14è         |
| 112         | Eddy Finé (FRA)             | DNF         |
| 113         | Ion Izagirre Insausti (ESP) | 8è          |
| 114         | Victor Lafay (FRA)          | DNF         |
| 115         | Pierre-Luc Périchon (FRA)   | DNF         |
| 116         | Harrison Wood (GBR)         | DNF         |
| 117         | Axel Zingle (FRA)           | 42è         |

| Team Jayco AlUla JAY | Team Jayco AlUla JAY          | Team Jayco AlUla JAY |
| -------------------- | ----------------------------- | -------------------- |
| Núm                  | Ciclista                      | Pos                  |
| 121                  | Michael Matthews (AUS)        | 26è                  |
| 122                  | Alexandre Balmer (SUI)        | DNF                  |
| 123                  | Lawson Craddock (USA)         | DNF                  |
| 124                  | Lucas Hamilton (AUS)          | DNF                  |
| 125                  | Chris Harper (AUS)            | DNF                  |
| 126                  | Christopher Juul-Jensen (DEN) | DNF                  |
| 127                  | Simon Yates (GBR)             | 6è                   |

| Movistar Team MOV | Movistar Team MOV             | Movistar Team MOV |
| ----------------- | ----------------------------- | ----------------- |
| Núm               | Ciclista                      | Pos               |
| 131               | Matteo Jorgenson (USA)        | 24è               |
| 132               | Alexander Aranburu Deba (ESP) | 3r                |
| 133               | William Barta (USA)           | DNF               |
| 134               | Gorka Izagirre Insausti (ESP) | DNF               |
| 135               | Johan Jacobs (SUI)            | DNF               |
| 136               | Iván Romeo Abad (ESP)         | DNF               |
| 137               | José Joaquín Rojas Gil (ESP)  | 51è               |

| Intermarché-Circus-Wanty ICW | Intermarché-Circus-Wanty ICW | Intermarché-Circus-Wanty ICW |
| ---------------------------- | ---------------------------- | ---------------------------- |
| Núm                          | Ciclista                     | Pos                          |
| 141                          | Biniam Girmay (ERI)          | DNF                          |
| 142                          | Dries De Pooter (BEL)        | 44è                          |
| 143                          | Tom Paquot (BEL)             | DNF                          |
| 144                          | Lorenzo Rota (ITA)           | 17è                          |
| 145                          | Dion Smith (NZL)             | 55è                          |
| 146                          | Mike Teunissen (NED)         | 54è                          |
| 147                          | Loïc Vliegen (BEL)           | DNF                          |

| Team DSM-Firmenich DSM | Team DSM-Firmenich DSM        | Team DSM-Firmenich DSM |
| ---------------------- | ----------------------------- | ---------------------- |
| Núm                    | Ciclista                      | Pos                    |
| 151                    | Matthew Dinham (AUS)          | 37è                    |
| 152                    | Marco Brenner (GER)           | DNF                    |
| 153                    | Andreas Leknessund (NOR)      | DNF                    |
| 154                    | Marius Mayrhofer (GER)        | DNF                    |
| 155                    | Florian Stork (GER)           | 46è                    |
| 156                    | Jonas Iversby Hvideberg (NOR) | DNF                    |
| 157                    | Kevin Vermaerke (USA)         | 20è                    |

| Arkéa-Samsic ARK | Arkéa-Samsic ARK          | Arkéa-Samsic ARK |
| ---------------- | ------------------------- | ---------------- |
| Núm              | Ciclista                  | Pos              |
| 161              | Warren Barguil (FRA)      | 21è              |
| 162              | Laurent Pichon (FRA)      | 52è              |
| 163              | Clément Champoussin (FRA) | 31è              |
| 164              | Anthony Delaplace (FRA)   | 58è              |
| 165              | Thibault Guernalec (FRA)  | DNF              |
| 166              | Simon Guglielmi (FRA)     | DNF              |
| 167              | Matis Louvel (FRA)        | DNF              |

| Astana Qazaqstan Team AST | Astana Qazaqstan Team AST   | Astana Qazaqstan Team AST |
| ------------------------- | --------------------------- | ------------------------- |
| Núm                       | Ciclista                    | Pos                       |
| 171                       | Simone Velasco (ITA) (ruta) | 5è                        |
| 172                       | Leonardo Basso (ITA)        | DNF                       |
| 173                       | Manuele Boaro (ITA)         | DNF                       |
| 174                       | Gianmarco Garofoli (ITA)    | 43è                       |
| 175                       | Antonio Nibali (ITA)        | DNF                       |
| 177                       | Martin Laas (EST)           | DNF                       |

| Lotto Dstny LTD | Lotto Dstny LTD          | Lotto Dstny LTD |
| --------------- | ------------------------ | --------------- |
| Núm             | Ciclista                 | Pos             |
| 181             | Arnaud De Lie (BEL)      | 34è             |
| 182             | Pascal Eenkhoorn (NED)   | DNF             |
| 183             | Arjen Livyns (BEL)       | DNF             |
| 184             | Mathijs Paasschens (NED) | DNF             |
| 185             | Harry Sweeny (AUS)       | DNF             |
| 186             | Maxim Van Gils (BEL)     | DNF             |
| 187             | Florian Vermeersch (BEL) | DNF             |

| Israel-Premier Tech IPT | Israel-Premier Tech IPT | Israel-Premier Tech IPT |
| ----------------------- | ----------------------- | ----------------------- |
| Núm                     | Ciclista                | Pos                     |
| 191                     | Hugo Houle (CAN)        | DNF                     |
| 192                     | Guillaume Boivin (CAN)  | DNF                     |
| 193                     | Derek Gee (CAN)         | 47è                     |
| 194                     | Simon Clarke (AUS)      | DNF                     |
| 195                     | Daryl Impey (RSA)       | DNF                     |
| 196                     | Corbin Strong (NZL)     | DNF                     |
| 197                     | Michael Woods (CAN)     | 15è                     |

| Tudor Pro Cycling Team TUD | Tudor Pro Cycling Team TUD  | Tudor Pro Cycling Team TUD |
| -------------------------- | --------------------------- | -------------------------- |
| Núm                        | Ciclista                    | Pos                        |
| 201                        | Alexander Kamp (DEN)        | 41è                        |
| 202                        | Nils Brun (SUI)             | DNF                        |
| 203                        | Jacob Eriksson (SWE)        | DNF                        |
| 204                        | Lucas Eriksson (SWE) (ruta) | DNF                        |
| 205                        | Arthur Kluckers (LUX)       | DNF                        |
| 206                        | Yannis Voisard (SUI)        | 45è                        |
| 207                        | Luc Wirtgen (LUX)           | DNF                        |

| Team Novo Nordisk TNN | Team Novo Nordisk TNN   | Team Novo Nordisk TNN |
| --------------------- | ----------------------- | --------------------- |
| Núm                   | Ciclista                | Pos                   |
| 211                   | Matyáš Kopecký (CZE)    | DNF                   |
| 212                   | Sam Brand (GBR)         | DNF                   |
| 213                   | Hamish Beadle (NZL)     | DNF                   |
| 214                   | Péter Kusztor (HUN)     | DNF                   |
| 215                   | David Lozano Riba (ESP) | DNF                   |
| 216                   | Andrea Peron (ITA)      | DNF                   |
| 217                   | Filippo Ridolfo (ITA)   | DNF                   |

| Canadà CAN | Canadà CAN      | Canadà CAN |
| ---------- | --------------- | ---------- |
| Núm        | Ciclista        | Pos        |
| 221        | Pier-André Côté | DNF        |
| 222        | Quentin Cowan   | DNF        |
| 223        | Matisse Julien  | DNF        |
| 224        | Nicolas Rivard  | DNF        |
| 225        | Félix Hamel     | DNF        |
| 226        | Robin Plamondon | DNF        |
| 227        | Benjamin Perry  | DNF        |